# Atherina
Atherina is een geslacht van straalvinnige vissen uit de familie van koornaarvissen (Atherinidae). Het geslacht is voor het eerst wetenschappelijk beschreven in 1758 door Linnaeus.

## Soorten
De volgende soorten zijn bij het geslacht ingedeeld:
- Atherina boyeri Risso, 1810 – Kleine koornaarvis
- Atherina breviceps Valenciennes, 1835
- Atherina lopeziana Rossignol & Blache, 1961
- Atherina presbyter Risso, 1810 – Koornaarvis
- Atherina hepsetus L., 1758